# Ollersdorf (Gemeinde Angern)
Ollersdorf (auch Ollersdorf im Weinviertel) ist eine Ortschaft und eine Katastralgemeinde der Gemeinde Angern an der March im Bezirk Gänserndorf in Niederösterreich. Die Ortschaft hat 875 Einwohner (Stand 1. Jänner 2024).

## Geografie
Das beiderseits des Ollesbaches als Angerdorf angelegte Dorf befindet sich nordwestlich von Angern am Übergang vom Weinviertel zum Marchfeld. Im Nordwesten führt eine Kellergasse in die Weinriede.

## Geschichte
Ollersdorf wurde vermutlich zwischen 1046 und 1062 von bayrischen Einwanderern gegründet. Die Kirche befand sich anfangs am östlichen Ende des Angers, während der Ort in beide Richtungen mehrmals erweitert wurde. Mitte des 18. Jahrhunderts wurde südlich davon am Ortsrand eine neue Kirche errichtet. Laut Adressbuch von Österreich waren im Jahr 1938 in der Ortsgemeinde Ollersdorf zwei Bäcker, ein Binder, zwei Fleischer, zwei Gastwirte, vier Gemischtwarenhändler, eine Hebamme, zwei Schlosser, zwei Schmiede, drei Schneider und zwei Schneiderinnen, eine Schnittwarenhandlung, fünf Schuster, zwei Tischler, zwei Wagner, eine Weinkellerei und ein Zimmermeister ansässig. 1968 wurde Ollersdorf mit Angern vereint.

## Windpark
Der 2015 errichtete Windpark besteht aus zwölf Windrädern mit einer Gesamtleistung von 36,6 MW.